# Neolecta vitellina

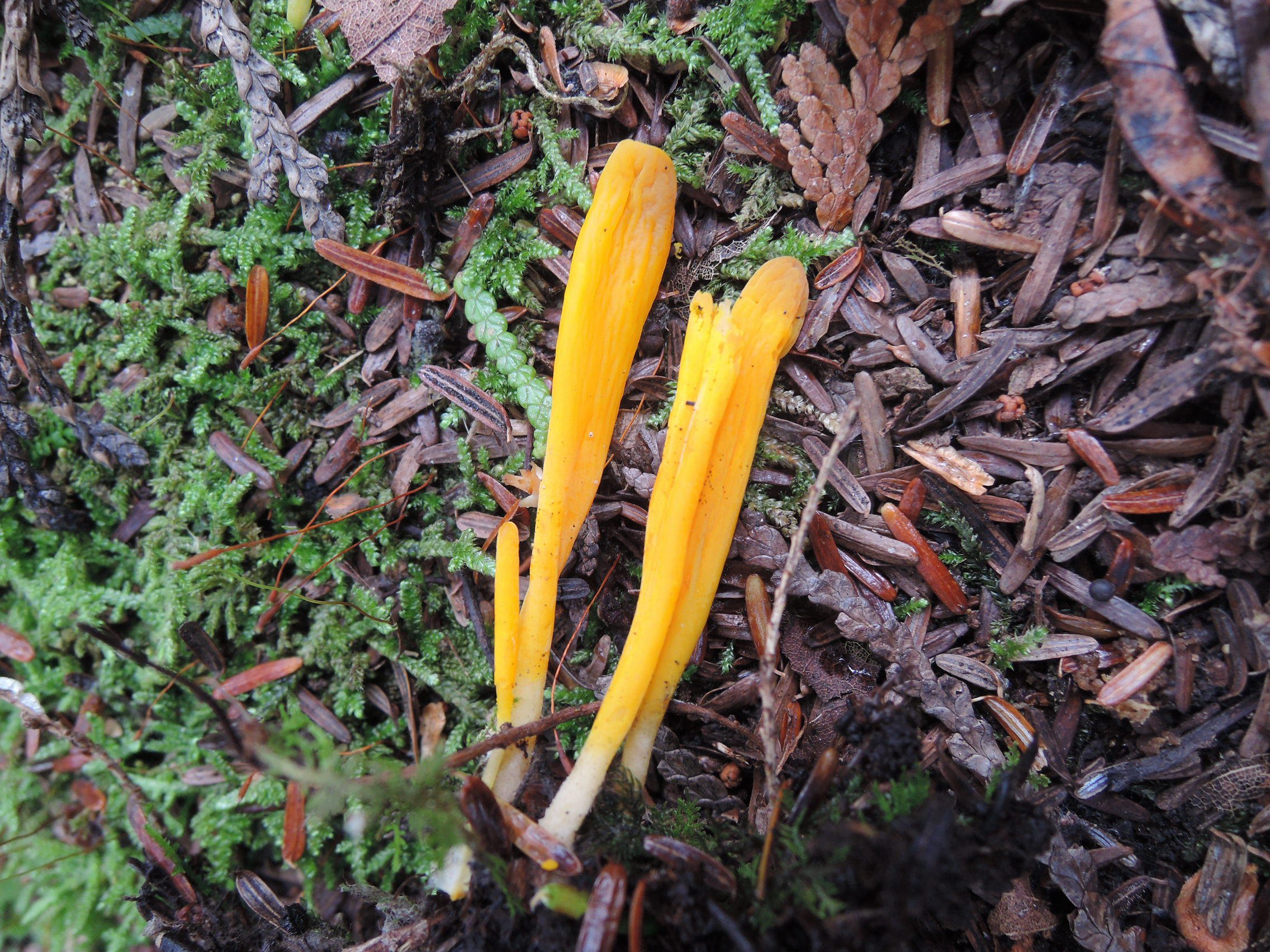

Neolecta vitellina (Bres.) Korf & J.K. Rogers – gatunek grzybów z monotypowej klasy Neolectomycetes.

## Systematyka i nazewnictwo
Pozycja w klasyfikacji według Index Fungorum: Neolecta, Neolectaceae, Neolectales, Neolectomycetidae, Neolectomycetes, Taphrinomycotina, Ascomycota, Fungi.
Po raz pierwszy gatunek ten opisał w 1883 r. Giacomo Bresàdola, nadając mu nazwę Geoglossum vitellinum. Obecną nazwę nadali mu Richard Paul Korf i Joanne K. Rogers w 1971 r.
Synonimy:

- Ascocorynium vitellinum (Bres.) S. Ito & S. Imai 1934
- Geoglossum vitellinum Bres. 1883
- Microglossum vitellinum (Bres.) Boud. 1907
- Mitrula vitellina (Bres.) Sacc. 1889
- Mitrula vitellina var. japonica Kawam. 1954
- Spragueola irregularis var. vitellina (Bres.) Raitv. 1971
- Spragueola vitellina (Bres.) Nannf. 1942[2].

## Morfologia
Owocnik
Zbudowany z części płodnej i sterylnego trzonu. Trzon o wysokości 1,5–3,5 cm i grubości 0,3–0,6 cm, mniej lub bardziej wiotki, część płodna częściowo spłaszczona, nieco łopatkowata, nie rozgałęziona, intensywnie żółta, po wyschnięciu pomarańczowa. Trzon (część sterylna) nieco jaśniejszy niż część płodna, z wiekiem lekko szarzejący od dołu, lekko skośnie wzdłużnie skręcony, często wydłużony i zagięty ku ziemi. Owocnik bez zapachu.
Cechy mikroskopowe
Wstawek brak. Worki 79–95 × 5,3–6,5 μm, 8-zarodnikowe, smukłe, cylindryczne, wierzchołki u niedojrzałych osobników u nasady często lekko spłaszczone, poza tym wyraźnie zaokrąglone, bez sprzążek, połączone w kępki ze strzępkami owocnika. Z płynem Lugola brak reakcji, ale wierzchołki worków nieco wybarwiają się. Ściana worków po wstępnej obróbce KOH z dodatkiem płynu Lugola wyraźnie zmienia kolor na niebieski. Wierzchołki worków w podgrzewanym KOH i później pod działaniem czerwieni Kongo często wyraźnie zagęszczają się i barwią na czerwono. Askospory (4,5–)4,8–6,5–8,0(–8,3) × (3,0–)3,4–3,8–4,5 μm, Q: 1, 22-1,71- 2,22, szkliste, gładkie, częściowo elipsoidalne do elipsoidalno-jajowatych, dość wyraźnie zakrzywione (w kształcie nerki), czasem na jednym końcu kulisto-stożkowe. W workach ułożone w jednym rzędzie, przeważnie nieregularnie. Wypełnione są małymi kropelkami, z widocznym jądrem, częściowo w kolorze lekko żółtawym.
Neolecta vitellina tworzy masę konidiów poprzez pączkowanie, co wskazuje na możliwość, że tworzy stan drożdżowy.

## Występowanie i siedlisko
Podano stanowiska Neolecta vitellina w Ameryce Północnej, Europie, Azji i na Nowej Zelandii. W Polsce jedno stanowisko podała Anna Bujakiewicz w 1979 r. na opadłych igłach świerka (jako Mitrula vitellina)